# Kévin Rodolfo
Kévin Rodolfo est un joueur français de volley-ball né le 27 avril 1989. Il mesure 1,84 m et joue réceptionneur-attaquant. 

## Clubs
| Club      | Pays   | De        | À         |
| --------- | ------ | --------- | --------- |
| AS Cannes | France | 2008-2009 | 2008-2009 |

## Palmarès
Vice-champion de France espoirs 2008/2009.
Champion de France espoirs 2009/2010.